# سكوت إي. دينمارك
سكوت إي. دينمارك (بالإنجليزية: Scott E. Denmark)‏ هو أستاذ جامعي وكيميائي أمريكي، ولد في 17 يونيو 1953.

## وصلات خارجية
- الموقع الرسمي